# Отроковський Володимир Михайлович
Володи́мир Миха́йлович Отроко́вський (рос. Владимир Михайлович Отроковский; 13 (25) жовтня 1892, село Кудринці, нині Кам'янець-Подільського району Хмельницької області — 26 квітня 1918, Київ) — російський та український історик літератури, поет.

## Біографія
Народився 13 (25 жовтня) 1892 року в селі Кудринцях (тепер Кам'янець-Подільського району Хмельницької області). Батько був то священиком, то сільським учителем. Після домашнього виховання Володимира віддали до Немирівської гімназії. Там він у десятилітньому віці почав віршувати.
1910 року закінчив Колегію Павла Галагана, навчався в Київському університеті. Працював у семінарі В. М. Перетца. Досліджував твори давньої російської та української літератур («Тарасій Земка, південноросійський літературний діяч XVII ст.», видано 1921 року, та інші). Автор символістських віршів.
Одружився з випускницею Вищих жіночих курсів Антоніною Молодзенською. 11 березня 1916 року народилася донька Зоя.

Могила Володимира Отроковського, Лук'янівське кладовище

Працював інспектором «Дніпросоюзу», за доученням якого керував музеєм і бібліотекою, налагоджував роботу філій на місцях. Під час одного з відряджень захворів. Лікарі гадали, що в Отроковського був епідемічний висипний тиф. Насправді ж 25-річний письменник помер від грипу («іспанка»). Це сталося 26 квітня 1918 року. Був похований на цвинтарі біля Вознесенської церкви, де був напис на пам'ятнику:
«Нежней не могут быть слова,
печальней звать не могут звуки,
чем свет весны и синева
над тихим кораблем разлуки».
Тлін перенесено на Лук'янівський цвинтар (ділянка № 45, 50°27′55.39″ пн. ш. 30°27′4.27″ сх. д. / 50.4653861° пн. ш. 30.4511861° сх. д.).

## Публікації творів
- Сонцесяйність душі: Щоденник // Рукопис: Український альманах спогадів, щоденників, листів, документів, світлин. — Т. 1. — К.: Криниця, 2004. — С. 462—480. — (Серія «Бібліотека Шевченківського комітету»).
- Поезії, написані водночас із щоденником (друкуються вперше) // Там само. — С. 481—485.